# Calogero Mannino
Calogero Antonio Mannino, detto Lillo (Asmara, 20 agosto 1939), è un politico italiano, più volte ministro della Repubblica Italiana.

## Biografia
Calogero Antonio Mannino, detto anche ''Lillo'', nasce il 20 agosto 1939 ad Asmara in Eritrea, presso una famiglia originaria di Sciacca in Sicilia, dove si recò con i genitori in tenera età; dopo gli studi al liceo classico si trasferisce fin da giovane nel capoluogo siciliano per sostenere gli studi universitari. Conseguita difatti la maturità classica nel giugno del 1957 e l'abilitazione magistrale nell'ottobre dello stesso anno, si iscrive alla facoltà di giurisprudenza di Palermo. Nel 1961 consegue la laurea magistrale, ma procede negli studi laureandosi anche in scienze politiche. 

### L'attività politica
Tanti saranno i settori di interesse che vedono Mannino attivo fin da giovane: dirigente della Gioventù Italiana di Azione Cattolica, presidente del circolo ACLI, dirigente della CISL sia a livello provinciale (Agrigento) sia a livello regionale, avvocato e presidente dell'Associazione degli avvocati di Sciacca.
La carriera politica del giovane Mannino prosegue con l'elezione a consigliere comunale di Sciacca nel 1961 e di consigliere provinciale di Agrigento.
Alle elezioni regionali in Sicilia del 1967 viene eletto, con molti voti di preferenza, deputato all'Assemblea regionale siciliana e quattro anni dopo, nel luglio del 1971, diviene Assessore regionale con delega alle Finanze, rimanendo in tale carica per un quinquennio, fino al febbraio del 1976, anno in cui approdò alla politica nazionale.

### L'attività parlamentare

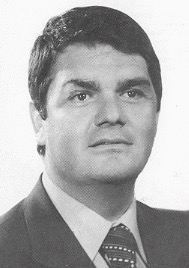
Mannino nel 1979

Alle elezioni politiche del 1976 viene eletto deputato alla Camera tra le file della Democrazia Cristiana (DC) nel collegio Sicilia occidentale con 83.000 voti e viene riconfermato nelle politiche del 1979, del 1983, del 1987 (in questa tornata elettorale prese 155.000 voti di preferenza) e del 1992, fino all'aprile del 1994 nella XI legislatura, la quale segnò l'epilogo dell cosiddetta "Prima Repubblica". All'inizio dell'attività politica Mannino apparteneva alla corrente Forze Nuove guidata da Carlo Donat-Cattin (l'area della sinistra vicina al cristianesimo sociale) ma se ne allontanò nel corso della prima metà degli anni ottanta per poi avvicinarsi alla corrente denominata "Sinistra di Base" guidata da Ciriaco De Mita.
A luglio 1979 Mannino viene designato quale uno dei vice-presidente del gruppo parlamentare della DC alla Camera, mentre il 18 ottobre 1980, consecutivamente alla nascita del governo presieduto da Arnaldo Forlani, esecutivo formato da DC, Partito Socialista Italiano, Partito Repubblicano Italiano e Partito Socialista Democratico Italiano, viene nominato sottosegretario di Stato al Ministero del Tesoro, nel periodo in cui tale dicastero era presieduto da Beniamino Andreatta, vicino alla corrente "Sinistra di Base"
Il 28 luglio 1981 entra a far parte del Governo Spadolini I (il primo governo formato dal Pentapartito) come Ministro della marina mercantile. In questo periodo Mannino fu il relatore di una legge che rendeva obbligatorio il salvataggio in mare in caso di pericolo per il bagnante; questo rilevante provvedimento legislativo disciplinò così un principio del diritto nautico. Nel dicembre del 1982, con il Governo Fanfani V, fu Ministro dell'agricoltura e delle foreste, rimanendo in carica fino al 4 agosto del 1983; non fu riconfermato nel successivo governo Craxi, per l'opposizione del segretario Ciriaco De Mita che riteneva che fosse giusto conferire quest'incarico ad un settentrionale, e nel momento in cui Craxi gli volle conferire l'incarico di Ministro del mezzogiorno De Mita scelse Salverino De Vito. Durante quell'anno, Calogero Mannino viene nominato dal segretario democristiano Ciriaco De Mita commissario regionale dello scudo crociato siciliano insieme all'onorevole e giurista Sergio Mattarella, esponente della corrente di Base di Ciriaco De Mita, futuro Presidente della Repubblica nel 2015 e fratello minore di Piersanti Mattarella, esponente della sinistra DC ucciso tre anni prima dall'organizzazione Cosa Nostra.
Con la nascita del governo guidato da Giovanni Goria tra le forze del pentapartito, tornò al governo venendo indicato come Ministro dei trasporti, giurando il 29 luglio 1987 nelle mani del Presidente della Repubblica Francesco Cossiga, incarico che mantenne fino alla fine del governo. 
Nel 1988, con la nascita del governo presieduto dal segretario della Democrazia Cristiana Ciriaco De Mita tra le forze politiche che costituivano il pentapartito, viene nominato Ministro dell'agricoltura e delle foreste, che manterrà nel successivo sesto governo di Giulio Andreotti fino al 1990, quando si dimetterà (insieme ad altri ministri della "sinistra democristiana" Mino Martinazzoli, Sergio Mattarella, Riccardo Misasi e Carlo Fracanzani) in seguito all'approvazione della legge Mammì, che regolamentava il sistema televisivo italiano giudicata inadeguata e troppo in linea con gli interessi della Fininvest dell'imprenditore Silvio Berlusconi. Durante il suo secondo mandato all'Agricoltura si ricorda, nel 1989, la proposta di nominare Giovanni Falcone, amico di Mannino, come direttore generale degli affari penali del Ministero della giustizia al Presidente della Repubblica Francesco Cossiga, che venne accettata dal Presidente del Consiglio Giulio Andreotti e il guardasigilli Giuliano Vassalli, impiegando Falcone alla gestione nazionale degli affari penali. 
Il 13 aprile 1991 però torna al governo, insieme con Mino Martinazzoli e Riccardo Misasi, che pure si erano dimessi, nel settimo governo Andreotti, nel quale viene nominato ministro con delega agli interventi straordinari del Mezzogiorno. 
Alle elezioni politiche del 1994 Mannino, dove si presentò al Senato, non fu rieletto parlamentare della Repubblica con la lista civica "Scudo Democratico". La seconda metà degli anni novanta e gli anni duemila furono caratterizzati dai processi che lo videro sempre assolto nei diversi gradi di giudizio. Dopo dodici anni di assenza dalla vita politica aderisce nel 2006 all'Unione di Centro di Pier Ferdinando Casini e viene pertanto eletto senatore della Repubblica nella circoscrizione Sicilia nella tornata elettorale del 2006.
Alle politiche del 2008 venne eletto alla Camera dei deputati con l'UDC nella circoscrizione Sicilia 1, che si presenta al di fuori dagli schieramenti e si pone all'opposizione rispetto al governo Berlusconi IV.

### L'abbandono dell'UDC
A settembre 2010, insieme con i deputati meridionali Saverio Romano, Giuseppe Drago, Giuseppe Ruvolo e Michele Pisacane, entra in polemica con il leader dell'UDC Pier Ferdinando Casini e il 28 settembre 2010 aderisce al Gruppo misto e fonda con loro la componente Popolari per l'Italia di Domani (PID). I 5 deputati abbandonano quindi il ruolo di opposizione, per il quale erano stati eletti nell'UDC, e si schierano a sostegno della maggioranza parlamentare di centro-destra di Silvio Berlusconi; come primo atto votano la fiducia al Governo. Mannino assume la presidenza del PID, mentre Romano ne diventa il coordinatore nazionale.
Il 14 marzo 2011 Mannino annuncia l'abbandono del partito per lavorare alla fondazione di Iniziativa Popolare. A detta di Mannino «il PID non ha mai preso consistenza. È stato purtroppo attraversato dalla conclusione della dolorosa vicenda giudiziaria di Totò Cuffaro, ma più ancora è stato riassorbito dall'esigenza di Berlusconi di organizzare un gruppo parlamentare per fronteggiare l'emorragia dei finiani». Questi giudizi vengono accompagnati dall'esigenza di un riavvicinamento all'UdC e all'MpA.
Il 14 ottobre 2011 Mannino afferma che non avrebbe mai più votato la fiducia al governo Berlusconi IV, e il successivo 8 novembre è uno dei deputati della maggioranza che non vota il Rendiconto generale dello Stato 2010, portando alla crisi di governo.
Il 17 gennaio 2012 aderisce come indipendente alla componente del gruppo misto "Repubblicani-Azionisti ", all'interno della quale rimane sino alla fine della legislatura.
Non si ripresenta più alle elezioni politiche del 2013, ponendo fine al suo impegno politico.

### Produttore vinicolo
Mannino associa all'attività politica quella di produttore viti-vinicolo. A Pantelleria è titolare dell'azienda vinicola Abraxas, il cui prodotto principe è il passito naturale, che nel 1999 ha ricevuto la medaglia d'oro alla fiera Vinitaly. Nel dicembre 2012 l'azienda è fatta bersaglio di un attentato che provoca la perdita di 700 ettolitri di passito, in pratica le intere annate 2010-2011 e parte di quella 2012.

## Indagini e procedimenti giudiziari

### Procedimento per associazione mafiosa
Nel 1991, sulla base delle dichiarazioni dei collaboratori di giustizia Rosario Spatola e Giacoma Filippello, il sostituto procuratore di Trapani Francesco Taurisano aprì un procedimento contro Mannino per il reato di associazione a delinquere di stampo mafioso, ma l'indagine venne trasferita per competenza territoriale presso la procura di Sciacca, la quale nell'ottobre dello stesso anno archiviò il caso. In quel caso Taurisano denunciò delle pressioni da parte del procuratore capo Antonino Coci e la circostanza che i fascicoli d'indagine sarebbero stati trafugati dal suo ufficio, che portò il CSM a trasferire d'ufficio entrambi.

### Procedimento per corruzione e finanziamento illecito ai partiti
Nell'agosto 1993 Mannino venne coinvolto nelle inchieste sulla Tangentopoli siciliana: fu infatti uno dei destinatari, insieme ad altri sette deputati e senatori siciliani, di un'informazione di garanzia da parte del procuratore aggiunto Guido Lo Forte e dei pm Roberto Scarpinato, Giovanni Ilarda, Luigi Patronaggio, Antonio Ingroia e Maurizio De Lucia che seguiva le dichiarazioni di Filippo Salamone, un imprenditore edile agrigentino all'epoca sotto processo per turbativa d'asta che lo accusava di aver intascato una tangente di 900 milioni di lire, i quali sarebbero serviti per finanziare la segreteria nazionale della Democrazia Cristiana. Rinviato a giudizio nell'ottobre 1994, Mannino venne poi assolto da ogni accusa.

### Procedimento per concorso esterno in associazione mafiosa
Il 24 febbraio 1994 la procura di Palermo avvia un'inchiesta nei suoi confronti con la notifica di un avviso di garanzia a seguito delle dichiarazioni dei collaboratori di giustizia Giuseppe Croce Benvenuto, Gioacchino Schembri e Leonardo Messina; poi le accuse del nuovo collaboratore di giustizia Gioacchino Pennino (ex medico, mafioso e consigliere comunale democristiano) si rivelarono determinati per il suo arresto, disposto il 13 febbraio 1995 dai sostituti procuratori Teresa Principato e Vittorio Teresi con l'accusa di concorso esterno in associazione mafiosa: secondo l'accusa, poi rivelatasi insussistente, Mannino avrebbe stretto un patto, inizialmente con Cosa Nostra e poi con la Stidda, per avere voti in cambio di favori. Dopo un periodo di detenzione (nove mesi di carcere e tredici di arresti domiciliari), durante il quale si mette in moto un'ampia mobilitazione sostenuta anche da una raccolta di firme per la scarcerazione motivate dalle sue precarie condizioni di salute, nel gennaio del 1997 viene rimesso in libertà per scadenza dei termini di custodia cautelare.
Nel 2001 Mannino è assolto in primo grado perché il fatto non sussiste: veniva riconosciuto dai giudici che l'imputato aveva ricevuto dei voti da alcuni aderenti a Cosa Nostra ma non era dimostrabile oltre ogni ragionevole dubbio la "volontà di dare il proprio contributo al conseguimento degli scopi dell'associazione".
L'assoluzione viene impugnata dal pubblico ministero e la corte d'appello di Palermo, nel maggio 2003 condanna Mannino a 5 anni e 4 mesi di reclusione.
Nel 2005 la Corte di cassazione annulla la sentenza di condanna riscontrando un difetto di motivazione, rinviando ad altra sezione della corte d'appello. Nell'occasione il procuratore generale presso la corte di cassazione, nel chiedere l'annullamento della sentenza di condanna, così si esprime: “Nella sentenza di condanna di Mannino non c'è nulla. La sentenza torna ossessivamente sugli stessi concetti, ma non c'è nulla che si lasci apprezzare in termini rigorosi e tecnici, nulla che possa valere a sostanziare l'accusa di concorso esterno in associazione mafiosa. Questa sentenza costituisce un esempio negativo da mostrare agli uditori giudiziari, di come una sentenza non dovrebbe essere mai scritta...”.
Il 22 ottobre 2008, riprendendo la sentenza di primo grado, i giudici della seconda sezione della corte d'appello di Palermo assolvono Mannino perché il fatto non sussiste. La procura generale di Palermo in seguito impugna l'assoluzione, facendo ricorso in Cassazione.
Il 14 gennaio 2010, la Corte di Cassazione assolve definitivamente l'ex ministro democristiano perché il fatto non sussiste, confermando le tesi contenute nella sentenza d'appello.

#### Richiesta di risarcimento allo Stato da parte di Mannino
Dopo l'assoluzione Mannino fa causa allo Stato chiedendo un risarcimento per ingiusta detenzione, ma nel maggio 2012 i giudici della Corte d'appello di Palermo rigettano la richiesta in quanto Mannino è stato riconosciuto consapevole di ricevere appoggio elettorale da un boss mafioso.

### Processo sul coinvolgimento nella trattativa tra Stato e mafia
È stato indagato nell'ambito del processo sulla trattativa Stato-mafia, venendo assolto in tutti e tre i gradi di giudizio.
Il 24 luglio 2012 la procura di Palermo, con il PM Antonio Ingroia aveva chiesto il rinvio a giudizio di Mannino e altri 11 indagati.
In tale inchiesta Mannino era accusato di violenza o minaccia verso un corpo politico dello Stato.
Nel 2012 Mannino ha chiesto e ottenuto di procedere al processo tramite rito abbreviato. La requisitoria è affidata ai pubblici ministeri Roberto Tartaglia e Vittorio Teresi.
Il 4 novembre 2015 il GUP di Palermo Marina Petruzzella ha assolto Mannino dall'accusa a lui contestata per "non aver commesso il fatto", sentenza di assoluzione confermata in appello il 22 luglio 2019, e anche dalla Corte di Cassazione l'11 dicembre 2020.